# Living Proof (phim)
Living Proof là phim truyện truyền hình của kênh Lifetime Television năm 2008 do Dan Ireland đạo diễn, với sự tham gia diễn xuất của Harry Connick, Jr. Bộ phim được dựa trên cuộc đời của Giáo sư Dennis Slamon và quyển sách HER-2: The Making of Herceptin, a Revolutionary Treatment for Breast Cancer (HER-2: Quá trình ra đời của Herceptin, một phương thuốc chữa bệnh ung thư vú) bởi Robert Bazell. Vivienne Radkoff viết kịch bản cho phim, và cũng là một trong những nhà sản xuất phim. Renée Zellweger với dự án phim truyền hình đầu tiên của cô, là nhà sản xuất cùng Neil Meron và Craig Zadan. Zellweger đã sản xuất 1 bộ phim trước là Miss Potter năm 2006.
Living Proof được quay tại New Orleans, Louisiana năm 2008. Phim được khởi chiếu vào tháng 10 năm 2008, nằm trong chiến dịch "Ngăn chặn căn bệnh ung thư vú", thuộc Tháng nhận thức về ung thư vú quốc gia.

## Cốt truyện
Bộ phim nói về cuộc đời thật của Giáo sư Dennis Slamon (được diễn bởi Harry Connick, Jr.), người đã giúp phát triển loại thuốc chữa bệnh ung thư vú tên là Herceptin.

## Diễn viên
- Harry Connick, Jr. vai Bác sĩ Dennis Slamon
- Paula Cale vai Donna Slamon
- Angie Harmon vai Lilly Tartikoff
- Amanda Bynes vai Jamie
- Bernadette Peters vai Barbara Bradfield
- Regina King vai Ellie
- John Benjamin Hickey vai Blake Rogers
- Swoosie Kurtz vai Elizabeth
- Melissa McBride vai Sally
- Tammy Blanchard vai Nicole
- Amy Madigan vai Fran Visco
- Trudie Styler vai Tina
- Jennifer Coolidge vai Tish
- Bruce McKinnon vai Dean Bradfield
- Lance E. Nichols vai Tiến sĩ Brown
- Rhoda Griffis vai Bindy Hawn
- William Ragsdale vai Andy Marks